# 学院疯子组合
学院疯子组合（俄语：Академовские маньяки），指俄罗斯伊爾庫茨克的两名連環殺手阿尔乔姆·亚历山德罗维奇·阿努夫里耶夫（俄语：Артём Александрович Ануфриев，1992年10月4日—）和尼基塔·瓦赫坦戈维奇·雷特金（俄语：Никита Вахтангович Лыткин，1993年3月24日—）。
2011年4月5日，阿尔乔姆·亚历山德罗维奇·阿努夫里耶夫和尼基塔·瓦赫坦戈维奇·雷特金因涉嫌6宗谋杀、9宗袭击伊尔库茨克学院城居民案而被捕。作案工具为木槌和刀，始于2010年11月，其最初两名受害者得以幸存。两人均因一段录像被捕。尼基塔的叔叔在他的相机中发现一段录像，录像中一具女性尸体被肢解，遂心生怀疑。媒体报道，他们在网上读到有关亞歷山大·皮丘希金和第聂伯罗彼得罗夫斯克疯子组合（维克托·萨延科和伊戈尔·苏普鲁纽克）的相关内容，深受影响。经精神检查发现他们神智正常。他们告诉医生，他们作案时专选择弱者和醉汉下手。2012年3月案件调查结束，后开庭审理。2013年4月2日，阿努夫里耶夫被判处无期徒刑，尼基塔被判处24年监禁。

## 被害人
- 2010年12月1日，丹妮拉·谢苗诺娃（俄语：Даниила Семёнова，12岁）
- 2010年12月16日，奥莉加·米哈伊洛芙娜·皮罗格（俄语：Ольга Михайловна Пирог，69岁）
- 2011年1月1日，无名氏男
- 2011年2月21日，亚历山大·彼得罗维奇·马克西莫夫（俄语：Александр Петрович Максимов）
- 2011年3月11日，罗曼·法伊祖林（俄语：Роман Файзуллин）
- 2011年4月3日，无名氏女